# Lake Wivenhoe
Der Lake Wivenhoe ist ein Stausee im Südosten des australischen Bundesstaates Queensland. Der Wivenhoe-Staudamm liegt am Mittellauf des Brisbane River etwas oberhalb der Einmündung des Locker Creek. Er ist ca. 23 km in nordwestlicher Richtung von Ipswich entfernt. Die Fahrstrecke vom Stadtzentrum von Brisbane aus beträgt etwa 80 km.
Der Lake Wivenhoe wurde Anfang der 1970er-Jahre zur Verhinderung der am Brisbane River üblichen Sturzfluten und als Wasserreservoir geplant. Die Überflutung von Brisbane im Jahre 1974 machte die Notwendigkeit eines Überschwemmungsschutzes für die Städte im Südosten von Queensland deutlich. Der See dient auch als ein Wasserspeicher für die Wivenhoe Power Station.
Der Wivenhoe-Staudamm ist ein Schwerkraftdamm, der aus Erde und Fels besteht und 2,3 km lang und 50 m hoch ist. Er besitzt einen betonierten Auslauf mit fünf Stahltoren. Die 12 m breiten und 16,6 m hohen Tore gehören zu den größten ihrer Art in der Welt. Der Staudamm hat auch einen Notüberlauf, der eine Überfüllung verhindert.
Der Stausee besitzt ein Stauvolumen von 2.610 Mio. m³, wovon 1.160 Mio. m³ als Trinkwasserspeicher dienen. Die Oberfläche bei Vollstau beträgt 109,4 km² und die Länge der Uferlinie 462 km. 200 Grundstücke wurden gekauft, um die 337,5 km² Land zu erhalten, die für den Staudamm und den Stausee benötigt wurden. Der hydrologische Einzugsbereich des Stausees ist etwa 7.020 km² groß und erhält eine mittlere Regenmenge von 940 mm/Jahr. Das Volumen des Stausees ist etwa doppelt so groß wie das des Hafens von Sydney und etwa siebenmal so groß wie das des Advancetown Lake am Nerang River an der Gold Coast. Der Lake Wivenhoe deckt auch einen Teil des Wasserbedarfes der Gold Coast.

## Zweck
Der Staudamm entstand als Antwort auf Fluten, die Brisbane 1974 zerstörten. Er wurde Ende der 1970er-Jahre und Anfang der 1980er-Jahre für mehrere Zwecke gebaut: Außer dem Hochwasserschutz hält er auch noch Trinkwasser für Brisbane und seine Umgebung vor und dient als unterer Speicher eines Pumpspeicherkraftwerkes, der Wivenhoe Power Station. Der obere Speicher ist der Lake Atkinsons, ca. 30 km nordwestlich von Ipswich mit einer Kapazität 28,7 Mio. m³ und einer Staumauer, die in der Art der des Wivenhoe-Staudamms entspricht.
Bei normalem Wasserstand versorgt der Stausee via Pipeline auch die Tarong Power Station und die Tarong North Power Station. Bei Dürre liefert er aber nur das Wasser für die Tarong North Power Station.

## Bau
Wivenhoe wurde erstmals 1890 und dann wieder 1933 als Standort eines Staudamms in Erwägung gezogen. Weitere Untersuchungen begannen Mitte der 1960er-Jahre. Im November 1971 erteilte die Regierung die Genehmigung, mit den Bauvorbereitungen zu beginnen. Der Kauf von Land für den Stausee begann im März 1973. 1976 erteilte die Regierung die Genehmigung für das Pumpspeicherkraftwerk. Die Gesamtkosten des Kraftwerksprojektes beliefen sich auf 450 Mio. australische Dollar. Im März 1977 wurde der erste Bauauftrag erteilt. Der Staudamm wurde von der Queensland Water Resources Commission errichtet.

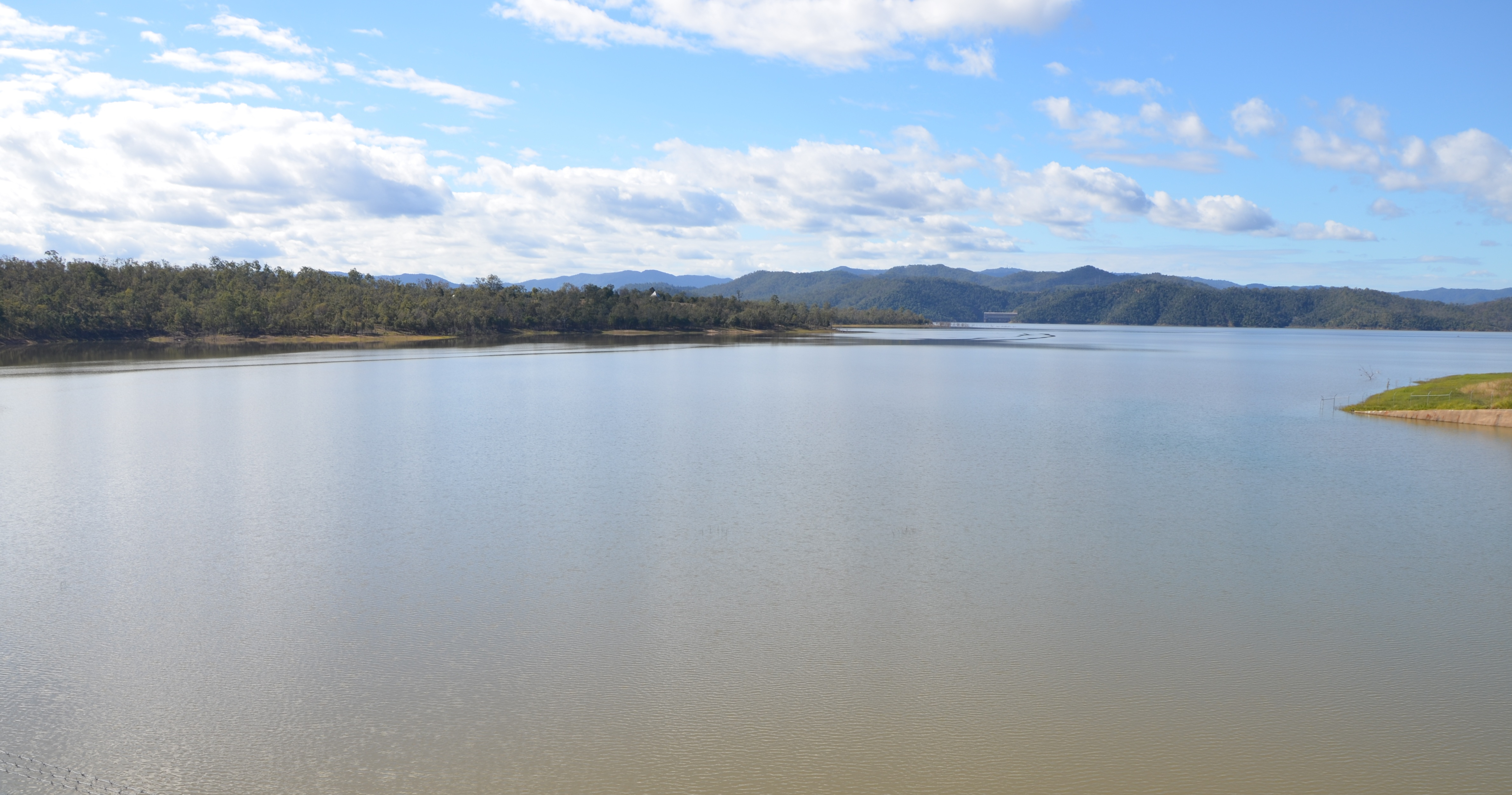
Blick über den Lake Wivenhoe

Im Juni 1983 verhinderte der teilweise fertiggestellte Damm eine möglicherweise gefährliche Sturzflut, die Zerstörungen verursachen hätte können, die denen bei der großen Flut in Brisbane im Jahre 1893 entsprochen hätten. 1985 wurden die Bauarbeiten abgeschlossen.

### Hochwasserschutz

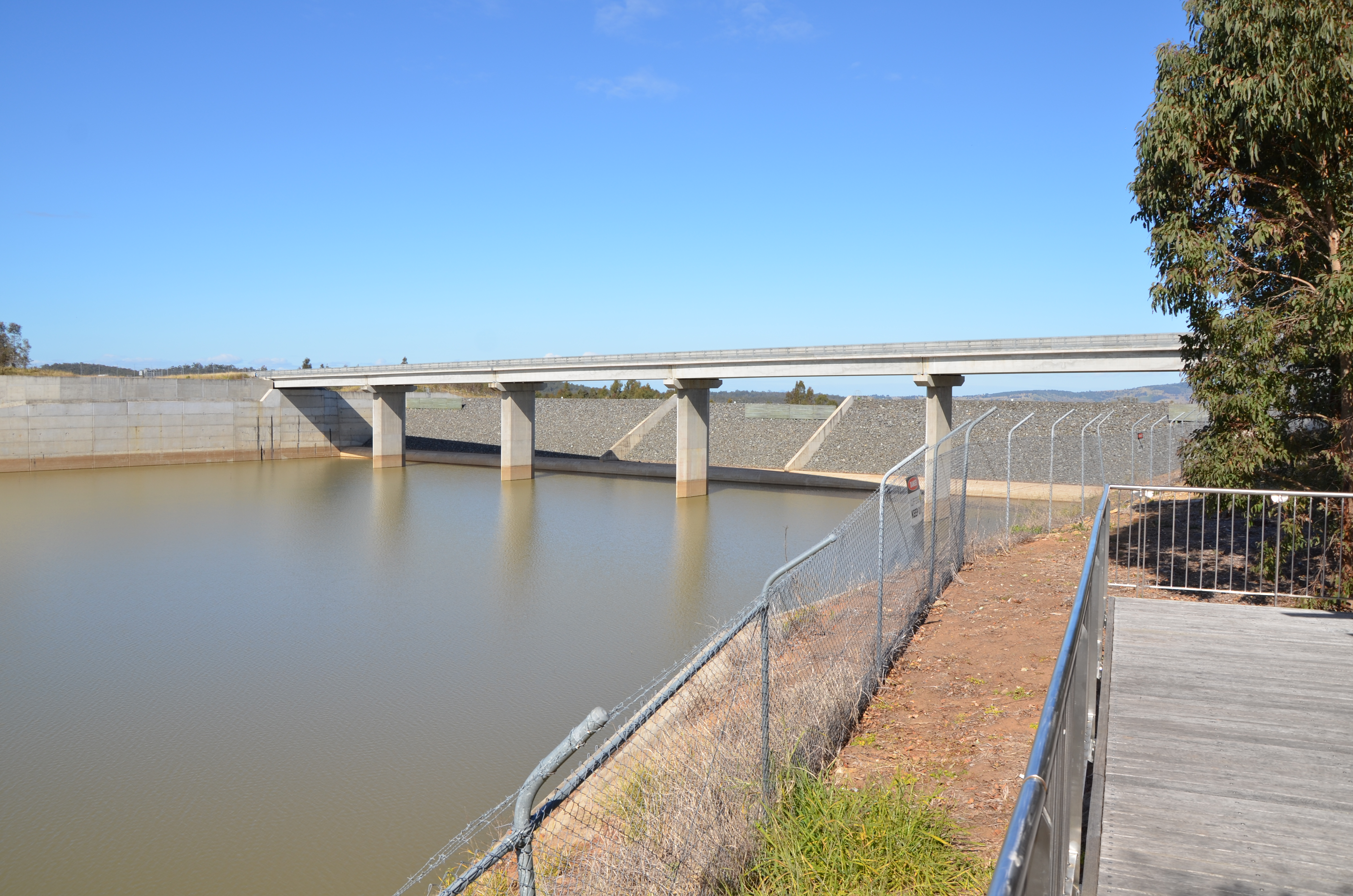
Notüberlauf, Wasserseite

Bei Flut kann der Stausee 1.450 Mio. m³ zusätzliches Wasser oder 225 % seiner Grundkapazität aufnehmen. Nach dem gesetzlich verankerten Wasserablassplan muss dieses Wasser innerhalb von 7 Tagen nach Erreichen des 100%igen Füllgrades abgelassen werden. Zwischen April 2004 und September 2008 wurde ein weiterer Notablass mit Dreikammer-Sicherungsdamm an der Westseite des Staudamms für verbesserten Hochwasserschutz errichtet. 2007 zeigte eine Sicherheitsstudie auf, dass der Wivenhoe-Staudamm die ANCOLD-Vorschriften (Australian National Committee on Large Dams, dt.: „Australisches Nationales Komitee für große Staudämme“) für ausreichende Flutkapazität nicht erfüllen konnte.

#### Januar 2011
Die größten je registrierten Zuflussmengen in den Stausee kamen im Januar 2011 vor. Am 11. Januar 2011 erreichte der Lake Wivenhoe den höchsten bisher aufgezeichneten Wasserstand, 191 % und steigend. Er hielt das Wasser zurück und verminderte so die Zerstörungen flussabwärts. Da es sich um einen aufgeschütteten Schwerkraftdamm handelt, ist er nicht für einen Wasserüberlauf über die Krone gebaut. Solch ein Überschwappen birgt das Risiko von Ausschwemmungen, die letztendlich zum Zusammenbruch des ganzen Staudamms führen können. Um dies zu verhindern, erhielt der Wivenhoe-Staudamm einen zweiten Notüberlauf. In der Hochwasserspitze erreichte der Wasserstand einen Wert von 60 cm unter dem Notüberlauf.

## Aufbereitetes Abwasser
2006 wurden Notpläne zur zusätzlichen Einleitung von aufbereiteten Abwässern aus dem Western Corridor Recycled Water Scheme in den Stausee bekannt gemacht. 60.000 m³ aufbereitetes Abwasser sollten Anfang 2009 in den See eingeleitet werden. Zunehmende Regenfälle im Jahre 2008 und ein Aufschrei der Öffentlichkeit sorgten dafür, dass diese Pläne wieder ad acta gelegt wurden.

## Fauna
Im Stausee findet sich der bedrohte Australische Lungenfisch. Anne Kemp, eine Wissenschaftlerin der University of Queensland, nimmt an, dass es im Jahre 2010 etwa 800 Exemplare im See gab, aber viele wurden weggespült, als die Auslässe geöffnet wurden. Außerdem sei die Anzahl von Futtertieren, wie Weichtieren und Muscheln, nicht ausreichend um die Australischen Lungenfische im See zu ernähren.
Stabile Populationen des Lungenfisches leben in den Stauseen von Südost-Queensland seit 1896 und damit seit über 100 Jahren. Ursprünglich fand man diese Fische nur in den Flusssystemen des Mary River und des Burnett River. Wegen fortgesetzter Bedrohung ihres natürlichen Lebensraumes wurden sie auch in andere Flusssysteme eingesetzt, z. B. in das des Brisbane River in den Jahren 1895/1896. Diese Vorgehensweise verbesserte die Überlebenschancen dieser Spezies.

## Freizeiteinrichtungen
Der Lake Wivenhoe bietet auch Möglichkeiten für Camping und andere Freizeitaktivitäten im Freien. Zeltplätze gibt es bei Captain Logan Camp und Lumley Hill Camp. Der bewachte Campingplatz bei Captain Logan Camp besitzt heiße Duschen, Toiletten und Grillplätze. Angrenzend finden sich Spielplätze, ein Kiosk ein Bootsverleih und ein Slipway für Boote am Logan Inlet. Weitere Picknickplätze gibt es an der Cormorant Bay, im Hamon Cove und am Spillway Common.

## Freizeitaktivitäten
Zum Sportfischen benötigt man eine besondere Erlaubnis (Stocked Impoundment Permit). Das Schwimmen ist ohne Einschränkungen erlaubt. Ebenso ist der Betrieb von Ruder- und Elektrobooten gestattet, aber die Mitnahme von Haustieren ist am oder im See nicht zulässig.

## Statistik
- Talhöhe: 23 m
- Kronenhöhe: 79 m
- Bauwerksvolumina: 4 Mio. m³ (Felsschüttung) und 140.000 m³ (Beton)
- Ablassventile: 2 × Durchmesser 1,5 m
- Durchschnittliche jährliche Verdunstung: 1.872 mm